# Kepes György
Kepes György (Selyp, 1906. október 4. – Cambridge, Massachusetts, 2001. december 29.) festő, tervező, fotóművész, képzőművészeti író.

## Életútja, munkássága
Kepes (Kepets) Ferenc uradalmi számvevő és Feuerstein Ilona (1880–1921) gyermekeként született. Anyai nagyszülei Feuerstein Mór (1834–1897) terménykereskedő és Schvarcz Eszter voltak. A Képzőművészeti Főiskolán (1924–1929) Csók István tanítványa volt. 1930-ban Moholy-Nagy László hívására Berlinbe ment, ahol megismerkedett a Moholy-Nagy környezetében megforduló, Bauhaus-eszméket hirdető művészekkel.
Egy ideig felhagyott a festészettel és új média felé fordult. Filmterveket, forgatókönyveket készített, és a fotóhasználat újfajta lehetőségeit kutatta. Akikkel együtt dolgozott: Walter Gropius, Luigi Nervi, Pietro Belluschi és Carl Koch. Üvegablakokat, mozaikokat, tűzzománc faliképeket festett, fémszobrokat, fényfalakat, programozott kinetikus műveket készített szerte a világban.
1935-től 1937-ig a fény és árnyék hatásaival ismerkedett, fotogramokat készített. 1937-ben Chicagóba költözött, ahol Moholy Nagy Tervező Intézetének fény-szín részlegét vezette. A chicagói éveket 1944-ben foglalta össze a Language of Vision (A látás nyelve) című munkájában. 1946-ban a vizuális tervezés professzora lett az amerikai, cambridge-i Massachusetts Institute of Technology (MIT) Építőművészeti és Tervezői Karán. A MIT-es évek alatt tudományos és művészeti kapcsolatait a következő nevekkel lehet illusztrálni: Norbert Weiner, Buckminster Fuller, Rudolf Arheim, Marcel Breuer, Charles Eames, Erik Erikson, Walter Gropius és Jerome Wiesner.
1965–66-ban kiadta a Vision and Value c. művet, ami egy hatkötetes gyűjteménye a szociális és természeti tanulmányoknak, építőművészetnek, valamint kritikákat tartalmaz a látás nyelvéről. Mai szemmel közelít a művészet és technológia kapcsolatához. 1966-ban indítványozta a szoros együttműködést a művészek és tervezők között, akik együtt dolgoznának az építőművészetben, városrendezésben, instrumentális alkotások létrehozásában. 1967 őszén Cambridge-ben megnyílt a Center For Advanced Visual Studies (Haladó Vizuális Tudományok Központja), ahol 1974-ig, nyugdíjba vonulásáig Kepes volt az igazgató.
1978-ban és 1979-ben jelentek meg magyarul A látás nyelve és A világ új képe a művészetben és a tudományban című munkái. Az 1980 utáni években kezdődnek meg hazai kiállításai.
1991-ben adományozta Eger városának több, mint 200 alkotását. Hagyatékának ez a jelentős része Egerben, a Kepes Intézetben (Széchenyi u. 16.) állandó kiállításon látogatható, s ehhez is kötődnek a városban immár hagyományosan megszervezett nemzetközi fényszimpóziumok.